# Sapiranga
Sapiranga is een gemeente in de Braziliaanse deelstaat Rio Grande do Sul. De gemeente telt 78.045 inwoners (schatting 2009).